# 弗朗茨·普费弗·冯·萨洛蒙

弗朗茨·普费弗·冯·萨洛蒙（德語：Franz Pfeffer von Salomon，1888年2月19日—1968年4月12日）是冲锋队于1925年获得重建后的首任冲锋队最高领袖。
在冲锋队的问题上，普费弗与希特勒发生了根本性分歧。希特勒想要限制冲锋队的自主性，而普费弗想的则是继续强化冲锋队，令其成为更加独立于党组织而存在的力量。普费弗认为，冲锋队是一支军事化、革命化的力量，最终会取代威瑪防衛軍，成为人民群众的军队，进而推翻魏瑪共和國政权。希特勒则更想参加大选，走合法程序夺取权力。在他看来，冲锋队只需帮着发放传单，协助党的政治宣传工作，在党的集会上保障安全，以及在必要时与政敌展开街头斗殴。在1930年8月2-3日的纳粹党领袖会议上，普费弗提出，在即将到来的帝国议会大选上，纳粹党应当在选举名单上体现出冲锋队的地位，冲锋队应在帝国议会里取得3个席位。希特勒没有同意，普费弗于是在1930年8月12日上交辞呈，辞呈于8月29日生效。希特勒接受了普费弗的辞呈并在9月2日亲自执掌冲锋队，成了新一任冲锋队最高领袖。接着，他传唤正在玻利维亚的恩斯特·罗姆回国，为自己充当幕僚长，因为他对运转冲锋队日常事务毫无兴趣。罗姆于1931年1月出任幕僚长。
在纳粹党内部圈子里，普费弗承受着各方怀疑。在鲁道夫·赫斯于1941年5月驾机逃到苏格兰后，普费弗还曾短暂被捕，后很快获释。但他最终还是在11月14日被开除出党，于11月27日被驱逐出帝国议会。当时的普费弗基本已处在退休状态，在位于波门（Pommern）的自家庄园生活着。1944年7月20日密谋案发生后，普费弗又被逮捕，这次被关押了好几个月。他活到了战争结束，甚至还在战争末期指挥过一个人民冲锋队师。他后来被盟军短暂拘留在海尔布隆，直到1946年为止。1940年代末和1950年代初，普费弗曾活跃于德意志党的黑森州协会，最终在1968年去世，终年80岁。